# لوحة المفاتيح المريحة

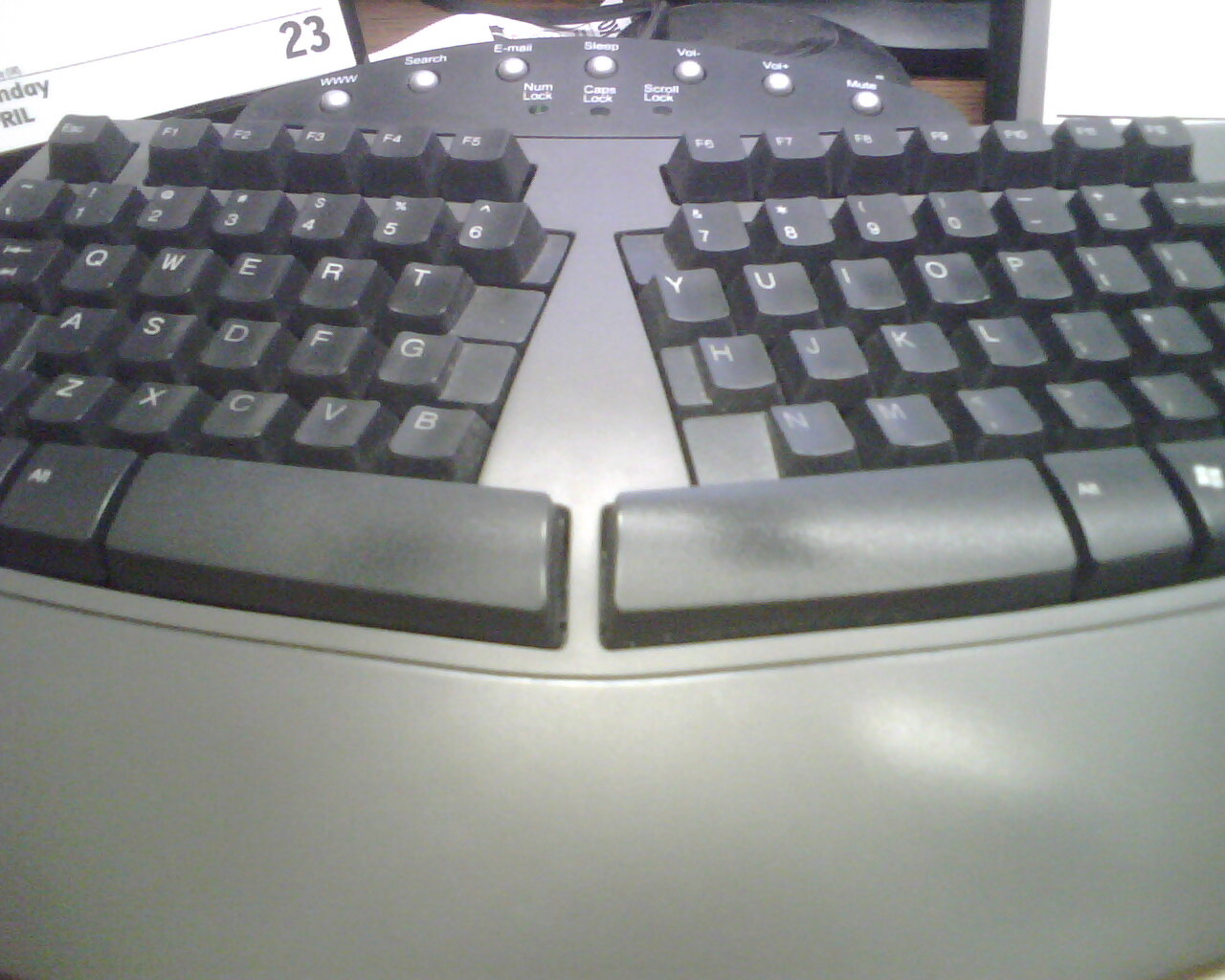
لوحة مفاتيح مريحة.

لوحة المفاتيح المريحة هي لوحة مفاتيح كمبيوتر مصممة مع خصائص مريحة لتقليل إجهاد العضلات وتقليل مجموعة من المشاكل ذات الصلة. عادةً ما يتم إنشاء لوحات المفاتيح هذه للكتّاب (الذي يستخدمون كلتا اليدين للكتابة على لوحة المفاتيح (two-handed typists)) على شكل V، للسماح لليدين اليمنى واليسرى بالكتابة بزاوية طفيفة أكثر طبيعية لشكل الجسم البشري.

## أنواع

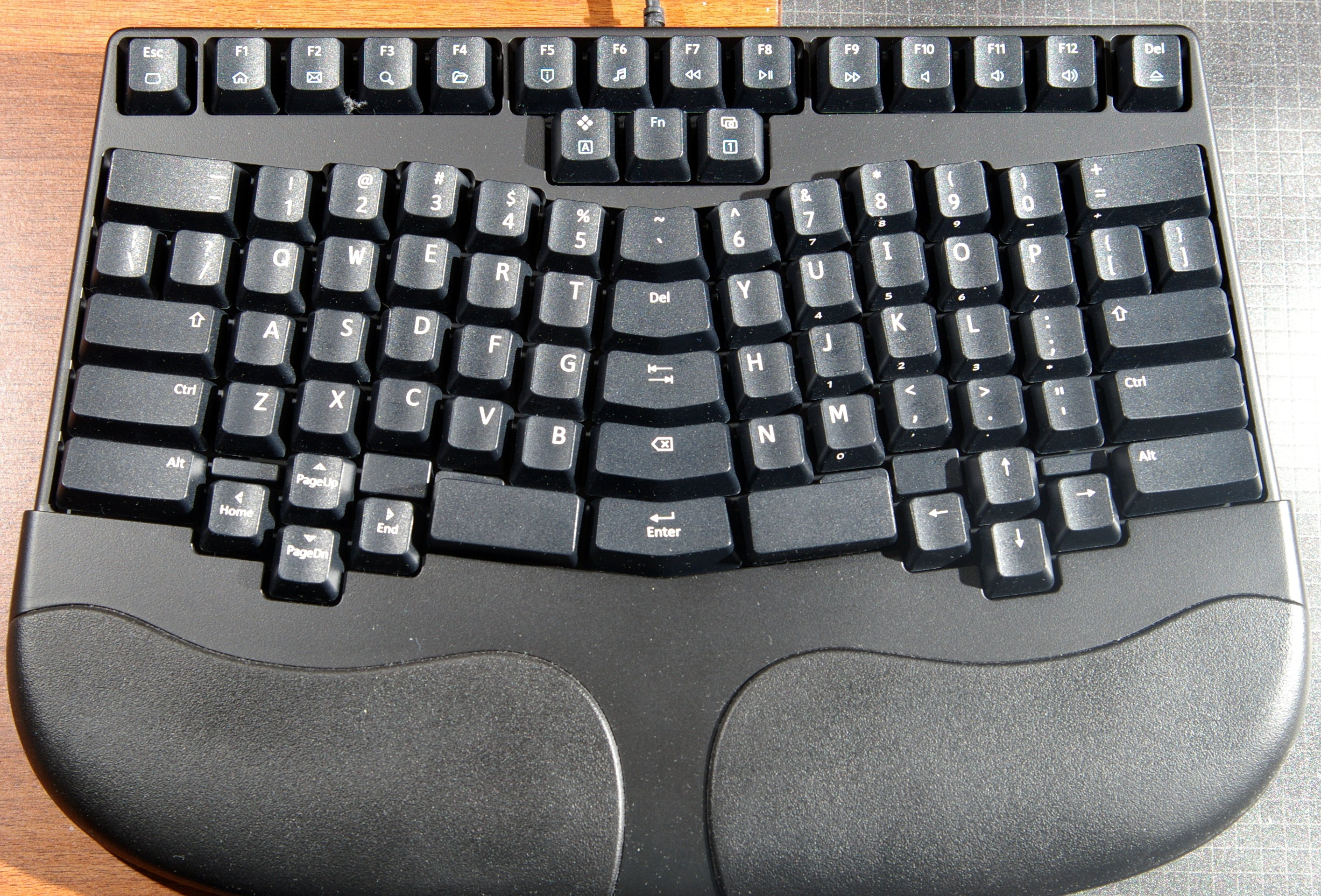
"لوحة مفاتيح مريحة حقًا" لوحة مفاتيح مقسمة ثابتة

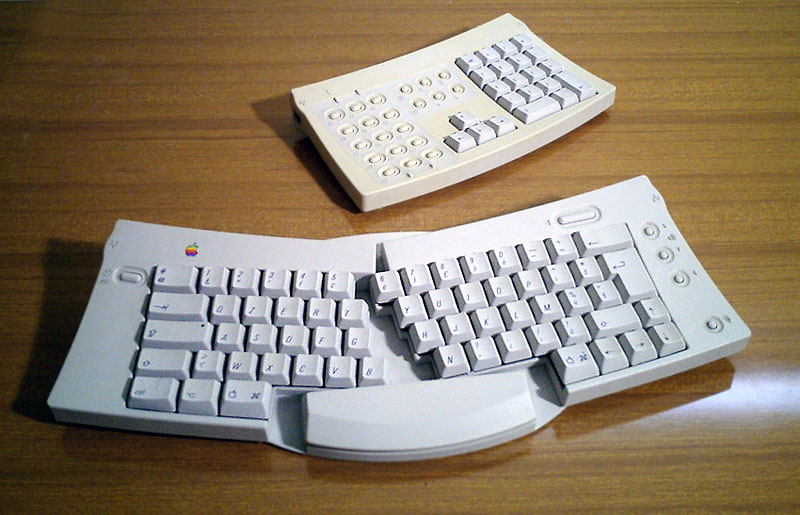
لوحة المفاتيح القابلة للتعديل من Apple هي لوحة مفاتيح مقسمة قابلة للتعديل

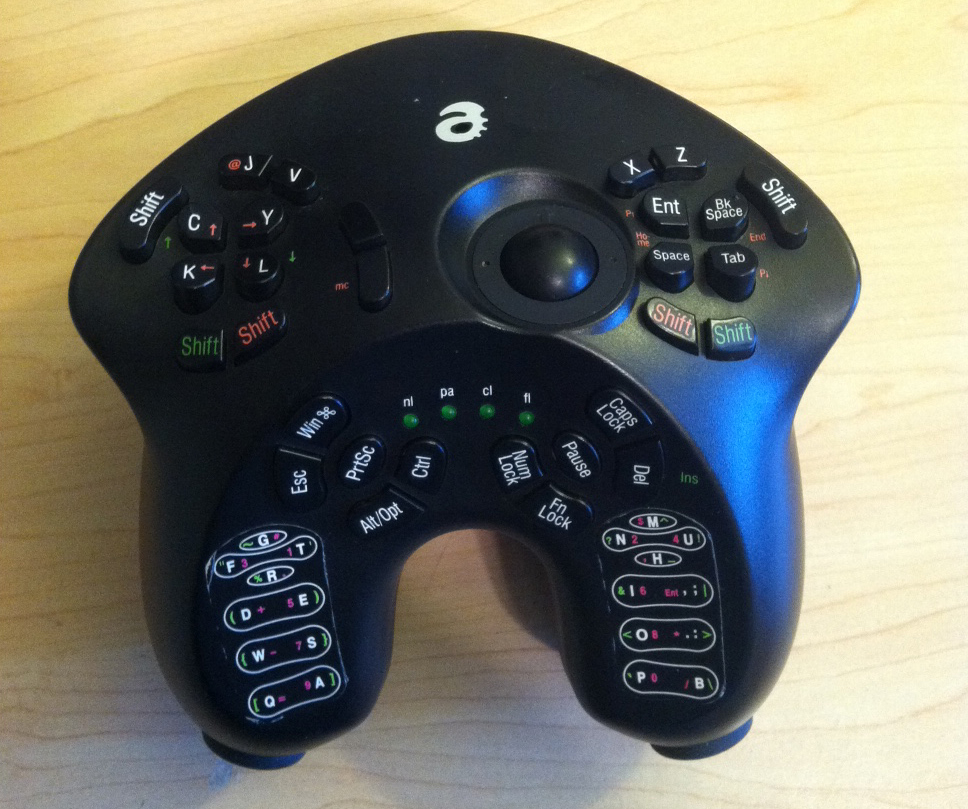
لوحة مفاتيح "AlphaGrip" المحمولة

### لوحة المفاتيح المنقسمة
«لوحة المفاتيح الثابتة المنقسمة» عبارة عن لوحة واحدة، مع فصل المفاتيح إلى مجموعتين أو ثلاث مجموعات، مما يسمح للمستخدم بالكتابة بزاوية مختلفة عن لوحة المفاتيح العادية المستقيمة.
تم تقسيم لوحة المفاتيح المنقسمة القابلة للتعديل إلى عدة قطع مستقلة، بحيث يمكن تغيير الزاوية بينهما بسهولة.

### لوحة مفاتيح المكيّفة الحواف

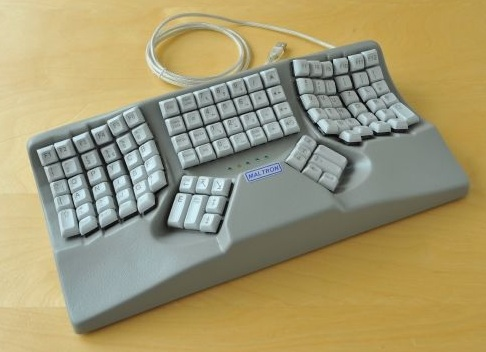
لوحة مفاتيح Maltron مع تخطيط الشعير

هناك تطور آخر لمفهوم الانقسام هو لوحات المفاتيح ذات الخطوط المحددة مثل 1977 مالترون Maltron أو أحدث خط كنيسيس ادفانتج Kinesis Advantage، الذي يضع المفاتيح في اثنين من المنخفضات التي تم تعيينها تقريبًا عند عرض الكتف، مع تعيين مفاتيح الوظائف بين المجموعات الرئيسية للاستخدام مع الإبهام. في هذا التكوين، مطلوب حركة قليلة جدا من الأسلحة والمعصمين.

### لوحات المفاتيح المحمولة
تم تصميم لوحات المفاتيح المريحة المحمولة باليد لتكون قابلة للتحكم مثل المتحكم بالألعاب (a game controller)، ويمكن استخدامها على هذا النحو، بدلاً من وضعها بشكل مسطح على سطح الطاولة. وهي تسمح للمستخدم بالقدرة على التحرك في أرجاء الغرفة أو الاستلقاء على كرسي بينما يكون قادرًا أيضًا على الكتابة أمام الكمبيوتر أو بعيدًا عنه. تتضمن بعض الاختلافات في لوحات المفاتيح المريحة المحمولة أيضًا فأرة ذي كرة تتبع (a trackball mouse) التي تسمح بحركة الفأرة والكتابة (typing) المضمنة في جهاز محمول واحد.

### لوحة المفاتيح ذات الزاوية المنقسمة
تشبه لوحة المفاتيح المنقسمة بزاوية (يشار إليها أحيانًا بلوحة مفاتيح Klockenburg) لوحة المفاتيح المنقسمة، ولكن الوسط مظلل بحيث تكون الأصابع السبابة أعلى من الأصابع الصغيرة أثناء الكتابة. Key Ovation كي اوفاتشن جعلت لوحة المفاتيح المريحة جولدن تاتش Goldtouch لوحة مفاتيح منقسمة بزاوية قابلة للتعديل.

### لوحات مفاتيح أخرى مريحة
تحتوي لوحات المفاتيح المريحة الأخرى على مفاتيح ثابتة ذي محاذاة عمودية (vertically aligned keys)، لذلك يكتب المستخدم بأيديهم متعامدة على الأرض، الإبهام للأعلى. لا يزال البعض الآخر يسمح بمجموعة من الدوران وتضاريس من الارتفاعات. هناك عدد قليل من لوحات المفاتيح المريحة لم يكن لديها مفتاح واحد نموذجي لكل الرسالة، مثل كاير keyer أو لوحة المفاتيح المريحة بدون مفتاح. DataHand داتا هاند ألغت الحاجة إلى أي حركة في المعصم أو تمديد الإصبع. 

## اعتبارات
يزعم على نطاق واسع أن لوحة المفاتيح المريحة قد تقلل من إجهاد العضلات وتقلل من خطر الإصابة بمتلازمة النفق الرسغي أو أنواع أخرى من إصابات الإجهاد المتكررة. فيما يتعلق بلوحات المفاتيح «المنقسمة»، هناك نقص في الدراسات النوعية التي توضح انخفاضات الإصابات، باستثناء لوحات المفاتيح المنقسمة فعليًا التي «بها وجوه لوحة مفاتيح بزاوية حادة». ومع ذلك، هناك أدلة على أن لوحات المفاتيح هذه ليست جيدة التحمل.
الدراسات الضيقة التي تفحص وضع اليد أثناء الراحة تهمل العديد من العوامل المحتملة الأخرى. على سبيل المثال، يجب على المرء أن يدرك أن تأثير لوحات المفاتيح «المريحة» هو تغيير المنطقة العضلية الهيكلية المعرضة للخطر، بدلاً من التخلص من المواقف الخطرة كلياً.